# Jusin
Jusinuralom, Jusin-diktatúra, vagy Sivol Jusin (hangul: 시월유신, handzsa: 十月維新, RR: Siwol Yusin, ’októberi restauráció’) egy politikai irányvonal volt, amely Pak Csong Hi (Park Chung-hee) 1972 októberében önmaga ellen elkövetett államcsínye után lépett életbe.
Li Szin Man (Syngman Rhee) 1960-as száműzetésbe vonulása után egy ideig Jun Boszon (Yun Posun) volt elnöki pozícióban, azonban őt 1961-ben Pak Csong Hi (Park Chung-hee) megpuccsolta. 1961 és 1963 között katonai uralom volt a Koreai Köztársaságban, amely úgy végződött, hogy Pak (Park) megnyerte az 1963-as választásokat, így polgári elnök lett. Azonban a dél-koreai alkotmány Li (Rhee) elnök önkényeskedése miatt csak egyszeri újraválasztást engedett meg a mindenkori dél-koreai elnöknek, ezért 1969-ben Pak (Park) módosíttatta úgy az alkotmányt, hogy az feljogosítsa őt egy harmadik hivatali ciklusra. A hivatali időt is átírta 4 évről 6 évre.

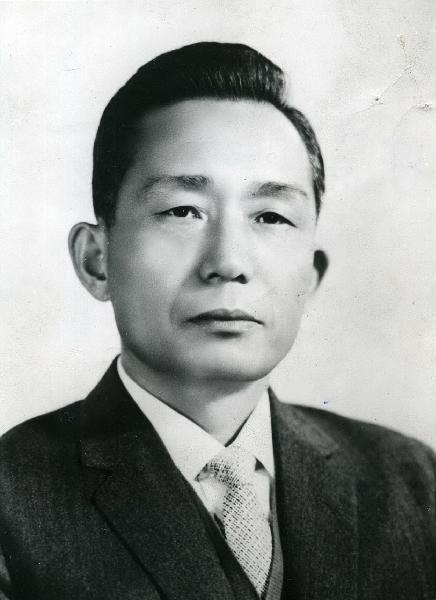
Pak Csong Hi (Park Chung-hee)

Az 1971-es választásokon Pak (Park) képviselői csak a mandátumok 55%-át szerezték meg, ez az arány pedig nem bizonyult elegendőnek egy újabb sikeres alkotmánymódosításhoz. 1972. október 17-én Pak Csong Hi (Park Chung-hee) rendkívüli állapotot rendelt el, feloszlatta a Kukhö (Gukhoe)t, hatályon kívül helyezte az alkotmányt, és statáriumot hirdetett ki. A hírszerzés, a sajtó- és szólásszabadság állami cenzorok felügyelete alá került.
Alig tíz nappal később érvénybe léptették az ország új alkotmányát, amelyet Pak (Park), aki csodálta Japán politikai reformjait a Meidzsi-restauráció (Meidzsi Isin) alapján „októberi restaurációnak” (Sivol Jusin (Siwol Yusin)) nevezett el. Az új alkotmány, amely immáron élete végéig korlátlan hatalmat biztosított Pak (Park) elnöknek életre hívta a negyedik koreai köztársaságot.